# Terminal Rodoviário de São Luís
O Terminal Rodoviário de São Luis é um terminal rodoviário localizado na cidade de mesmo nome, Maranhão, sendo o principal terminal rodoviário estadual. É administrado pela empresa RMC.

## História
Foi inaugurado em 1986 pelo Governador Luis Rocha, porém foi fechado por não apresentar condições de funcionamento, sendo reinaugurado em Fevereiro de 1988 durante o governo de Epitácio Cafeteira. 
Antes, a antiga rodoviária funcionava no Bairro da Alemanha e era precário.

## Características
O terminal está situado na Avenida dos Franceses, no bairro Santo Antônio. 
As frotas das principais empresas de transporte intermunicipais e interestaduais prestam serviços e possuem guichê no Terminal. Aproximadamente, mais de 15 companhias de ônibus possuem guichês de venda de passagens: Transbrasiliana, Expresso Guanabara, Cisne Branco, Viação Progresso, Satélite Norte, Viação Itapemirim, Boa Esperança, Açailândia, Viação Aparecida, Expresso Silva, Litorânea, Planalto, Expresso Silva, Rota do Mar, Nossa Senhora do Perpetuo Socorro, JR4000, Marsoltur, Solitur e Fretur. Fazem viagens para diferentes destinos, entre eles Ceará, Goiás, Piauí, Pernambuco, Brasília, Rio de Janeiro e São Paulo.
Existem rampas de acesso e banheiros adaptados (gratuitos) para passageiros com dificuldade de locomoção e deficiência. Nas dependências do terminal são oferecidos os seguintes serviços:
- Guichê para compra de passagens
- Plataformas de embarques e desembarques
- Sanitário
- Ponto de táxi 24 horas
- Ponto de ônibus
- Lojas comerciais e de serviços
- Praça de alimentação
- Guarda Volumes
- Juizado de Menores
- Posto Policial
- Farmácia
- Caixas Eletrônicos
- Estacionamento Rotativo